# Giuseppina Leone
Giuseppina Leone, född 21 december 1934 i Turin, är en italiensk före detta friidrottare.
Leone blev olympisk bronsmedaljör på 100 meter vid sommarspelen 1960 i Rom.